# August Oetker
August Oetker (Obernkirchen, 6 gennaio 1862 – Bielefeld, 10 gennaio 1918) è stato un farmacista e imprenditore tedesco, inventore del lievito in bustina. Nel 1891 fondò la società in accomandita semplice Dr. August Oetker, specializzata nella produzione di budini e surgelati e ancora attiva come Gruppo Dr. Oetker, che controlla tra le altre anche il marchio Cameo.

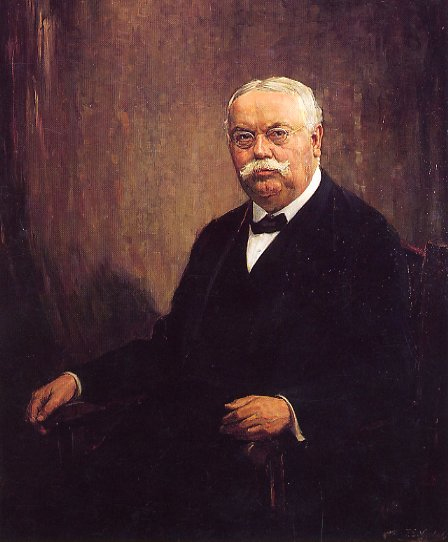
August Oetker

Il motto dell'azienda: "Ein heller Kopf verwendet stets Oetker". ("Una mente brillante usa sempre Oetker").

## Biografia
August Oetker nacque il 6 gennaio 1862 come figlio di August Adolph Oetker e Bertha Oetker. Suo padre era un mastro fornaio, sua madre era figlia di un avvocato. Aveva due fratelli. Dopo aver frequentato la Bürgerschule, si iscrisse all'Adolfinum-Gymnasium di Bückeburg, dove si diplomò nel 1878. In seguito svolse  un apprendistato come farmacista presso la Ratsapotheke di Stadthagen. Per fare ciò, Oetker doveva camminare ogni giorno per circa 16 chilometri (circa 8 km a tratta) dalla sua città natale di Obernkirchen.
Nel 1881 superò l'esame con un buon voto. Poi iniziarono i suoi anni di vagabondaggio. Prima a Langen vicino a Offenbach, poi in altre città. Probabilmente nel 1884 si recò ad Hanau per lavorare per un'azienda che produceva principalmente attrezzature per farmacie. Qui incontrò la sua futura moglie Karoline. Ma prima Oetker iniziò a studiare scienze naturali a Berlino. Lo fece  per quattro semestri. Poi si laureò in botanica all'Università di Friburgo nel 1888. Il tema della sua tesi: "Il polline mostra differenze caratteristiche nelle suddivisioni delle famiglie di piante?".

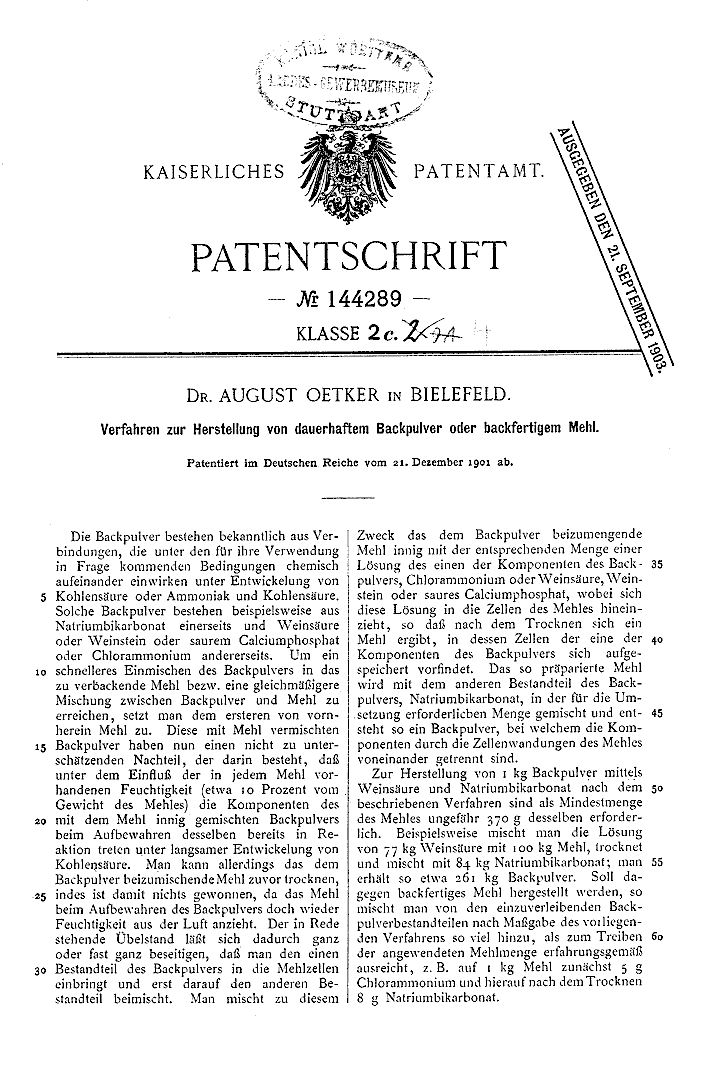
Fascicolo del brevetto del 21 settembre 1903

Oetker iniziò la sua vita professionale con alcuni primi tentativi imprenditoriali falliti a Berlino, dove si era trasferito con la moglie Karoline Friederike Oetker. Il 20 marzo 1889 sposò la giovane di Hanau e il 17 novembre 1889 nacque suo figlio Rudolf. Nel 1891 acquistò la Aschoffsche Apotheke a Bielefeld e lì, oltre che nella panetteria Müller, sviluppò un agente lievitante che doveva garantire il successo della pasticceria. L'idea era di  suo cugino, Louis Dohme, che viveva negli Stati Uniti ed aveva raccontato sulla distribuzione dell'agente di cottura "Professor Horsford's Phosphatic Baking Powd". August Oetker riuscì a produrre un agente lievitante durevole e insapore.
Dal 1893 in poi, Oetker imbottigliava il suo lievito in polvere, inizialmente nella cucina della moglie, che lo cacciò di casa a causa di tutta la polvere. Così si trasferì nel garage, ma anche questo divenne troppo piccolo in breve tempo, quindi la fabbrica fu costruita a Bielefeld in Lutherstraße, dove l'azienda ha ancora oggi la sua sede. Con il suo lievito in polvere, che chiamò "Backin", gettò le basi per il Gruppo Oetker, che lo produce ancora oggi in una ricetta invariata. La vendita di una bustina era al prezzo di 10 pfennig (questo prezzo è stato rispettato in azienda per 70 anni) ed aveva fin dall'inizio istruzioni e spiegazioni adeguate su come utilizzare il bake-in. 
Il 21 settembre 1903, Oetker brevettò il suo "processo per la produzione di lievito in polvere durevole o farina pronta per la cottura". Con l'idea imprenditoriale di commercializzare il lievito in polvere in piccole quantità per uso privato, August Oetker pose le basi per il suo successivo successo. Ma la sua idea non era il lievito, ma l'applicazione. Più di 30 anni prima di Oetker, Eben Norton Horsford, un ex studente di Justus Liebig, aveva già inventato un lievito in polvere che veniva raccomandato ai fornai negli Stati Uniti come lievito in polvere.

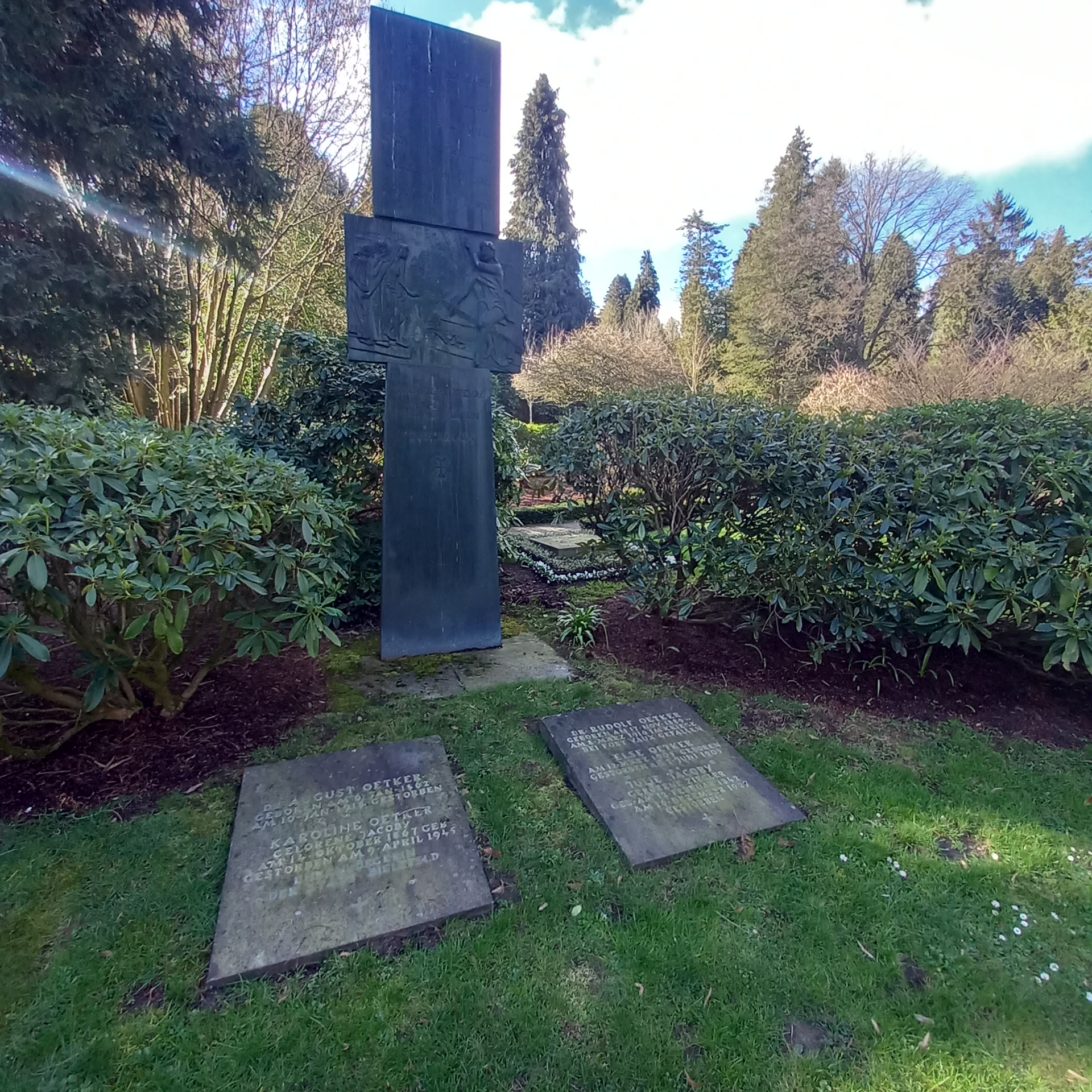
La tomba di August Oetker e di sua moglie Karoline Jacoby nella tomba di famiglia al Johannisfriedhof di Bielefeld

Sempre nel 1903, August Oetker fu uno dei fondatori dell'"Associazione dei produttori di articoli di marca". Poiché l'azienda era in costante crescita, nel 1914 suo figlio Rudolf fu incluso nella direzione. Durante la prima guerra mondiale, come comandante di un'unità di 200 soldati, fu ferito mortalmente nei pressi di Verdun. August Oetker non si riprese mai dalla morte del figlio, si ammalò gravemente nel 1917 e quindi nominò il suo collaboratore di lunga data, Fritz Behringer, come amministratore delegato e socio. Tuttavia, il testamento prevedeva che l'azienda sarebbe rimasta di proprietà della famiglia e sarebbe stata successivamente portata avanti dal nipote Rudolf, nato il 20 settembre 1916.
Il 10 gennaio 1918, quattro giorni dopo il suo 56º compleanno, August Oetker morì. Il suo luogo di sepoltura è nel cimitero di San Giovanni di Bielefeld.
Suo nipote Rudolf-August Oetker rilevò l'azienda nel 1947, seguito poi da August Oetker jr.